# Onchestus rentzi
Espèce
Statut de conservation UICN

 LC  : Préoccupation mineure
Onchestus rentzi est une espèce de phasmes de la famille des Phasmatidae vivant en Australie.

## Répartition
Onchestus rentzi est endémique du Nord-Est du Queensland (Australie). Cette espèce a notamment été observée dans plusieurs localités de forêts tropicales de la côte est, entre le mont Windsor et le mont Halifax, mais également dans la péninsule du cap York.

## Description
Onchestus rentzi mesure de 107 à 110 mm pour les femelles, et de 84 à 87 mm pour les mâles. 

## Systématique
Le nom valide complet (avec auteur) de ce taxon est Onchestus rentzi Brock (d) & Hasenpusch (d), 2006,.

### Étymologie
Son épithète spécifique, rentzi, lui a été donnée en l'honneur de l'entomologiste australien David Rentz (d), « l'un des plus grands orthoptéristes du monde, avec des travaux majeurs notables sur les orthoptères australiens ».

### Publication originale
- (en) Paul D. Brock et Jack Hasenpusch, « Studies on the Australian stick-insect genus Onchestus Stål (Phasmida: Phasmatidae) », Journal of Orthoptera research, Pensoft Publishers (d), vol. 14, no 1,‎ janvier 2006, p. 17-22 (ISSN 1082-6467 et 1937-2426, DOI 10.1665/1082-6467(2005)14[17:SOTASG]2.0.CO;2, lire en ligne).